# Sokolska planina
Sokolska planina je jedna od četiri planine koje čine grupu Podrinskih planina, pored planina Jagodnja, Boranja i Gučevo. Sokolska planina, najveći planinski venac rađevinsko-jadranskog Podrinja, diže se jugoistočno od Krupnja između Drine, Azbukovice, Rađevine i Jagodnje. Omeđena je tokovima Drine i Uzovnice na zapadu, Ljubovije na jugu i Krive reke, Bogoštice na severoistoku, a odvaja Rađevinu (i Jadar) od Podrinja. Granicu između Sokolske planine i Jagodnje čini Vukova reka. Sokolska planina se pruža dinarski od Šapca (923 m) i Mačkovog kamena (843 m) do Proslopa na jugoistoku. Spada u niže planine, sa najvišom tačkom Rožanj (973 m). Na obroncima planine nalazi se ostaci utvrđenja Soko grad, a ispod njega se nalazi manastir Svetog Nikole — Soko.